# Munții Nemira
Munții Nemira (în maghiară Nemere Hegység) sunt o grupă muntoasă a Carpaților Moldo-Transilvani, aparținând de lanțul muntos al Carpaților Orientali. Cel mai înalt pisc este Vârful Nemira Mare, având 1.649 m.

## Etimologia
După legenda de origine a poporului maghiar Cerbul fermecat, numele de Nemere (Nemira în limba română) este identic cu Nimród, rege legendar din Mesopotamia (orașul Nimrud), tată a doi frați: Hunor și Magor, strămoșii hunilor, respectiv ai maghiarilor.

## Geografie
Munții Nemira aparțin părții central-estice a Carpaților Orientali. Forma lor dreptunghiulară este orientată de la NE spre SV. Suprafața este de 700 km². Din punct de vedere administrativ se așează pe teritoriul județelor Covasna și Bacău.
Partea nordică este delimitată de valea pârâului Uz, respectiv de lacul de acumulare Poiana Uzului, de Munții Ciucului. La vest, delimitarea față de aceștia (Culmea Repatului) de face de către văile Apa Lină și Estelnic, cumpăna apelor dintre cele două văi care leagă cele două lanțuri montane fiind situată în Pasul Cărpineni. Hotarele estice sunt delimitate de cursul râului Trotuș. Perimetrul sud-estic îl constituie râul Oituz, care îi desparte de Munții Vrancei. Partea sudică de leagă direct de munții Brețcului prin Pasul Oituz, iar la sud-vest dealurile premontane coboară până în Depresiunea Târgu Secuiesc.
Este un lanț muntos de înălțimi mijlocii, vârfurile cele mai înalte, de peste 1600 m, apar abia în partea centrală a crestei principale.

### Structura geologică
Munții Nemira formează un horst boltit în zona crestei principale, din care se desprind spre est câteva creste secundare lungi și paralele între ele ca: plaiurile Groza, Prihodiște, Ciunget, Dofteana și altele. În SE și sud apar niște muncei deparați de văi adânci de corpul principal al Nemirei: Cernica, Caraslăul Mare, Jiroș etc. În vest, între afluenții din dreapta Apei Roșii (Bărzăuța) apar: Culmea Chiliașca, Dealul Țiganca, Vârful Iahoroș și altele. Cele mai mari desprinderi din corpul Nemirei se află între văile Pârâului Negru și Pârâul Lemnia, o creastă orientată N-S, precum și între văile Apei Line și a Apei Roșii, numită Creasta Bărzăuței.

Munții Nemira și împrejurimile
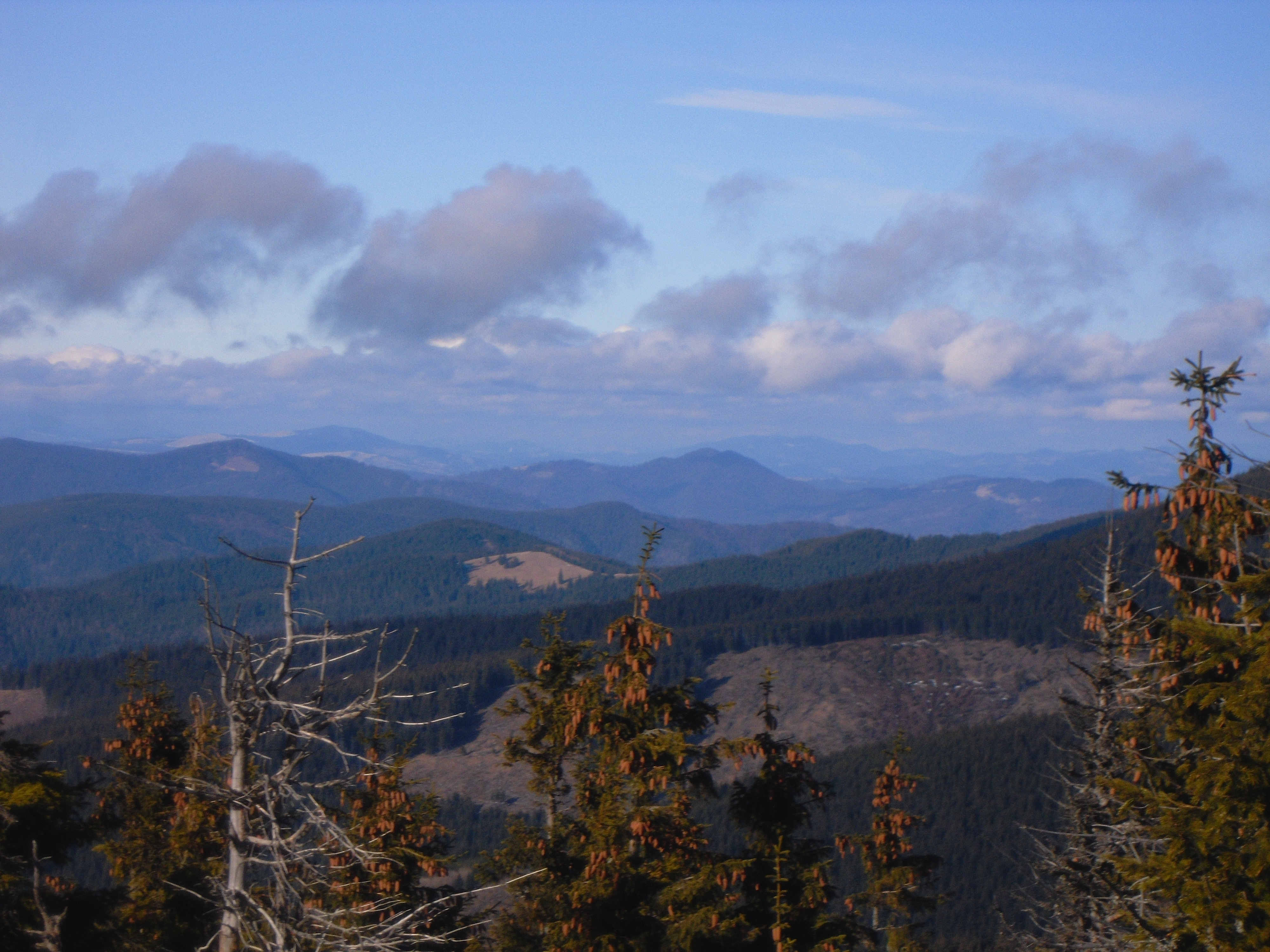
Munții Nemira în prim-plan și Munții Ciucului (1337 m, Vârful Obcina Lapoșului cu stația de radio-televiziune Lapoș) la orizont, văzuți de pe vârful Șandru Mare (Nagy-Sándor) – 1640 m.
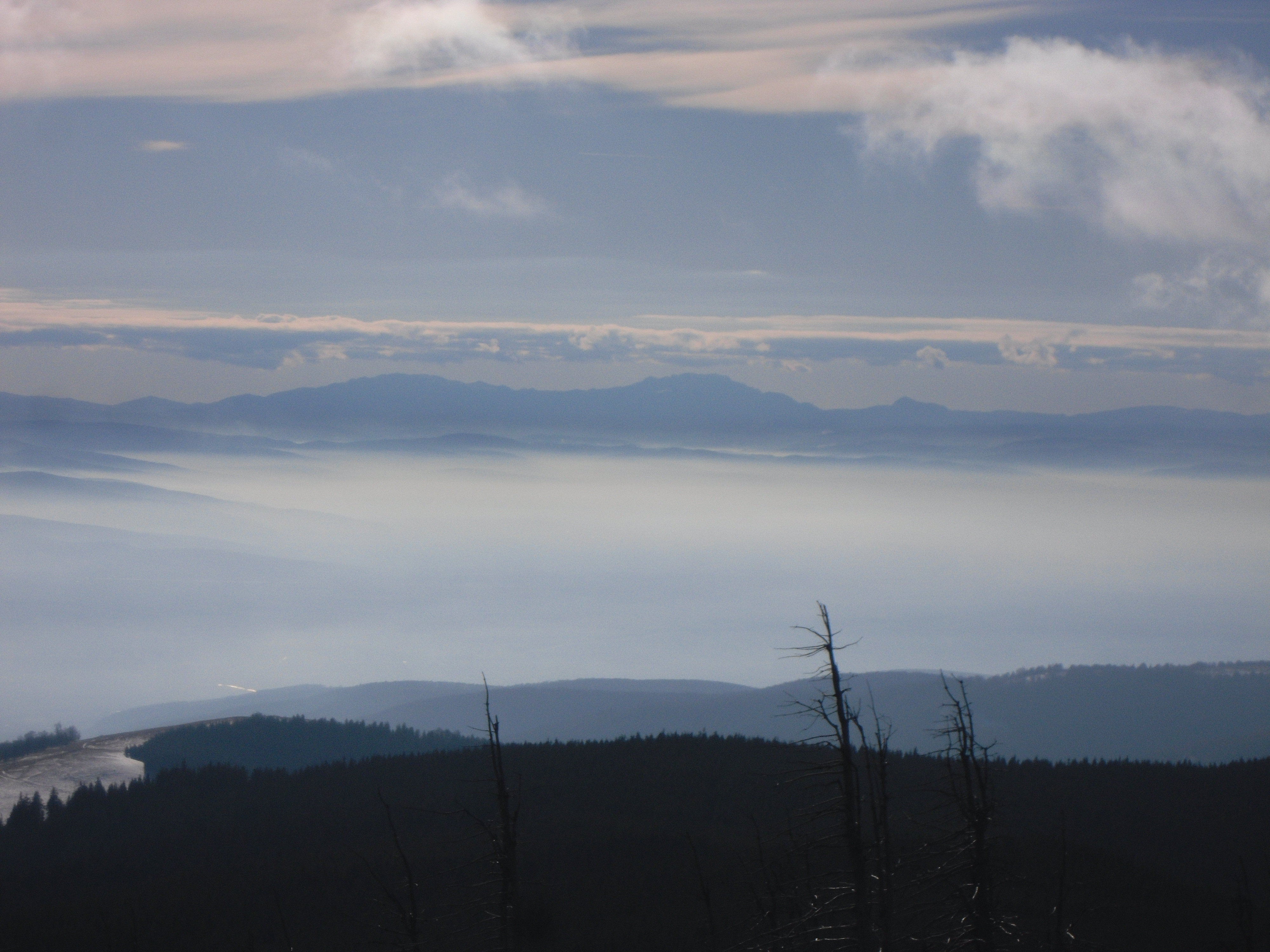
Masivul Bucegi și Masivul Piatra Craiului văzuți de pe vârful Șandru Mare (Nagy-Sándor) – 1640 m. În vale, sub nori, depresiunile Târgu Secuiesc și Sfântu Gheorghe. Este vizibilă și Crucea Eroilor de pe Muntele Caraiman.
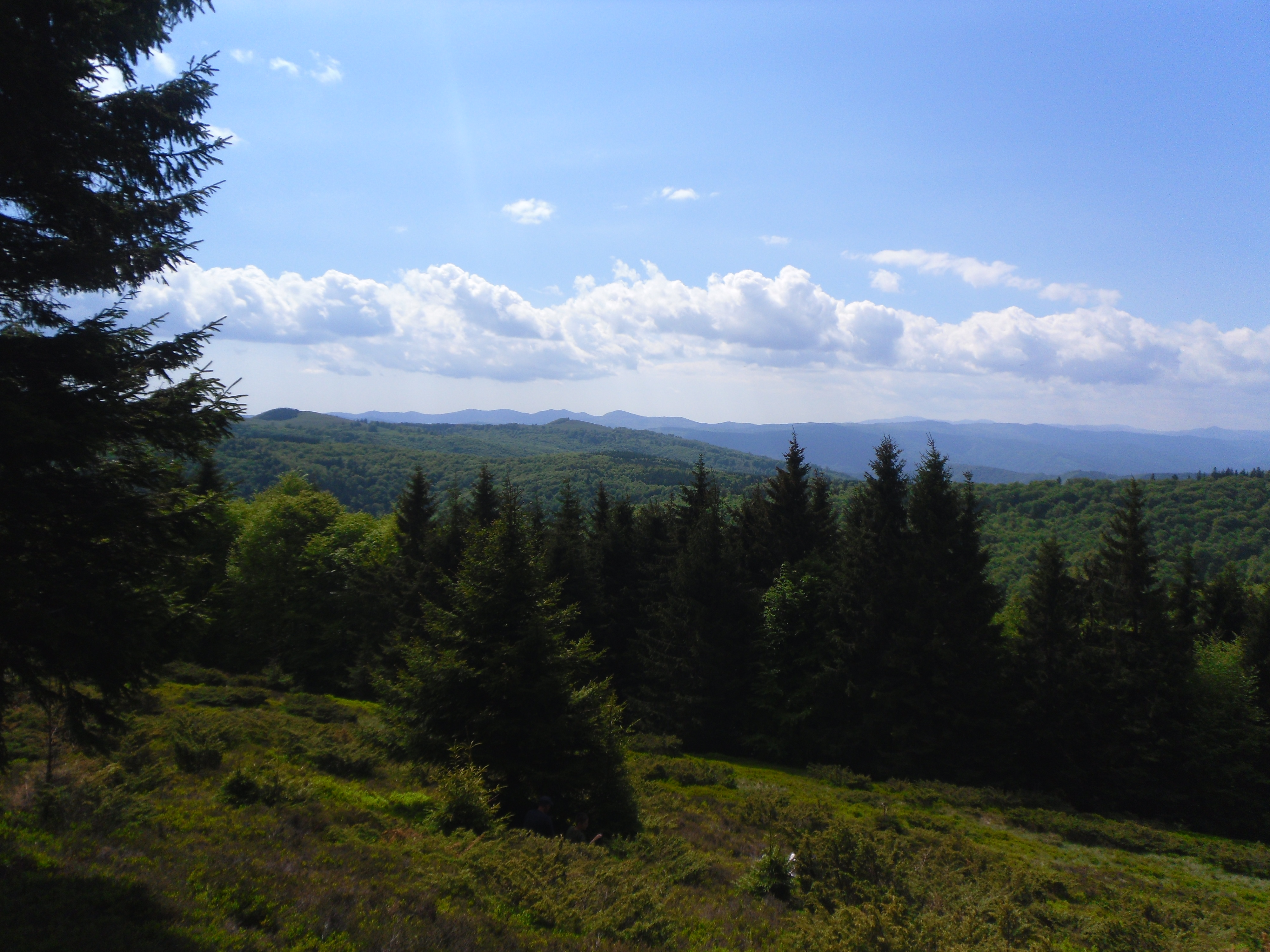
Panoramă de pe Vârful Ceangău (1398 m)
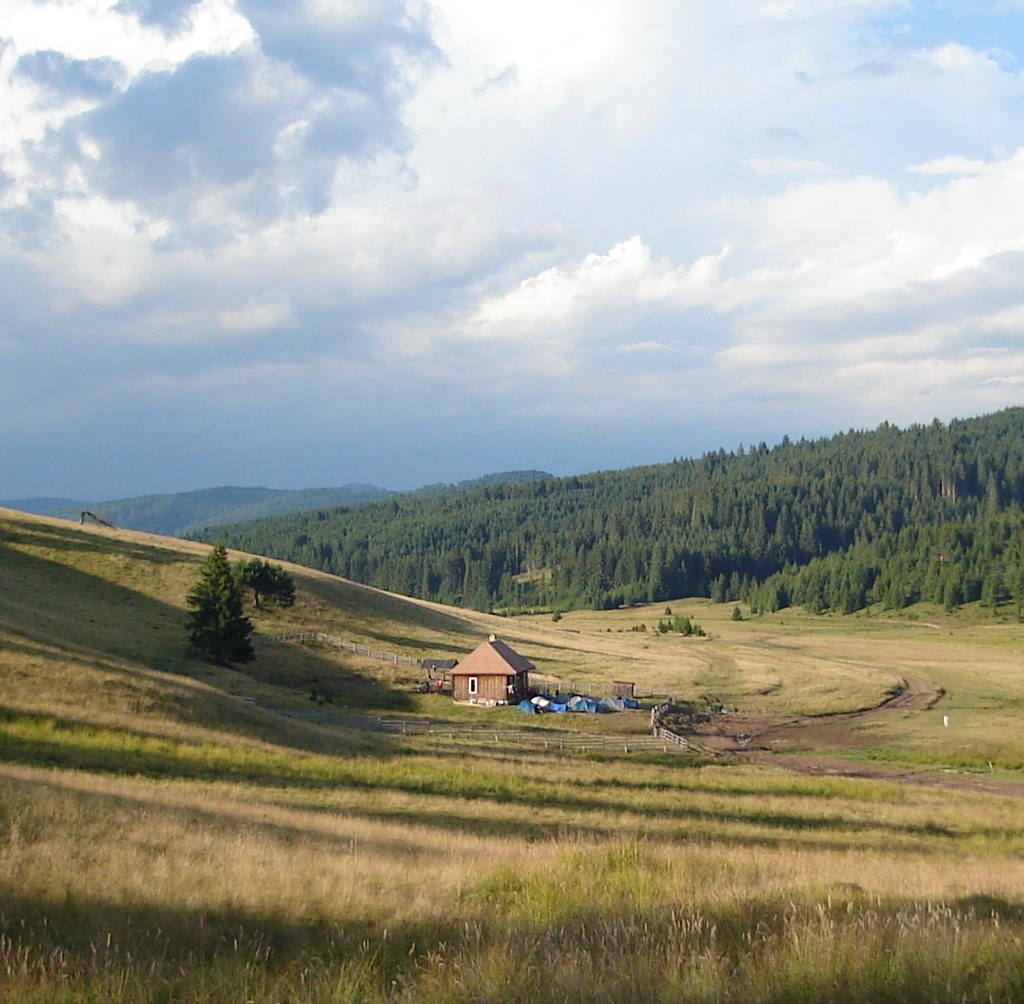
Cărpinenii, Covasna (Csángótelep)
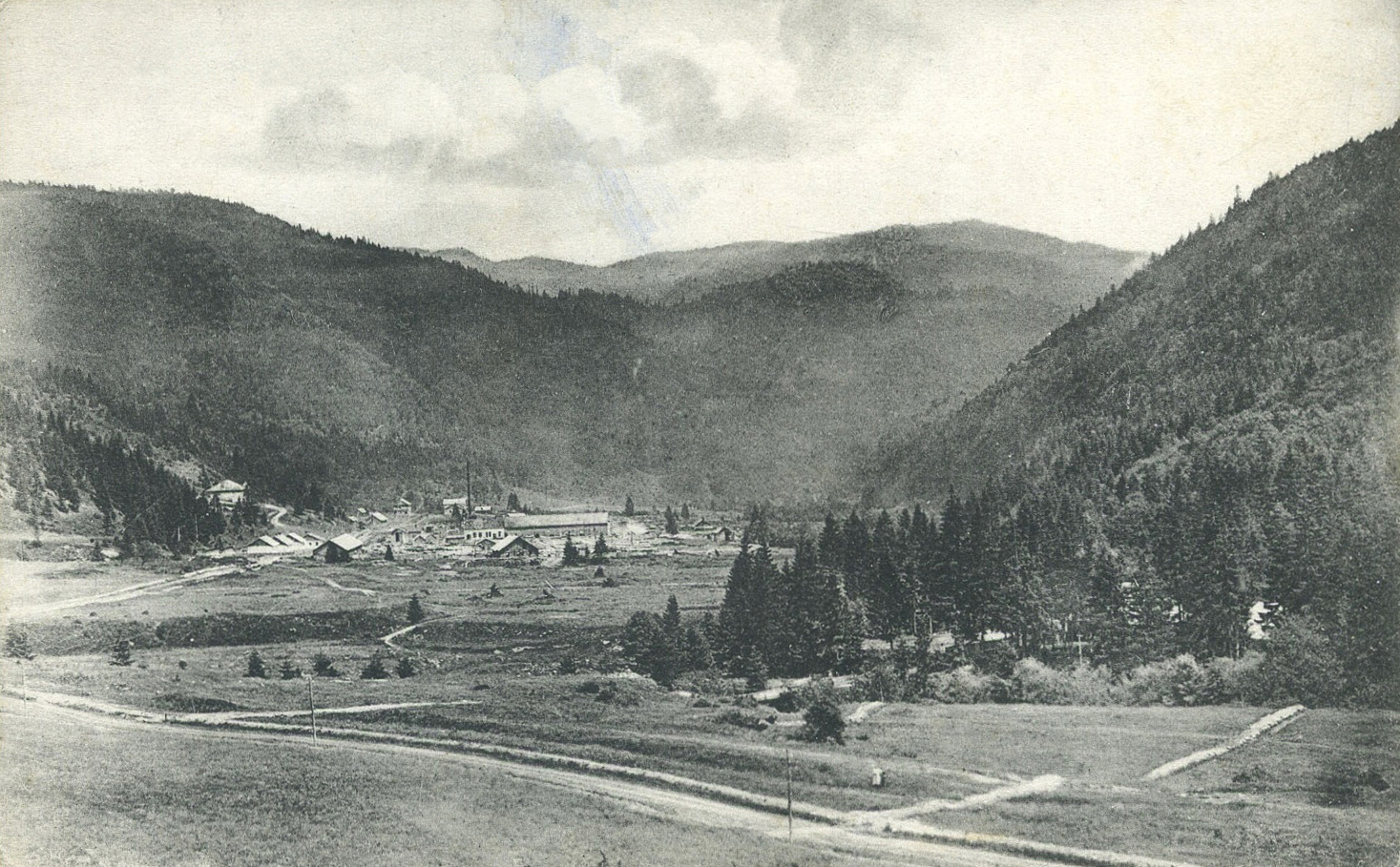
Limita nordică a Nemirei aflată în spatele coamei din dreapta, cu Munții Ciucului (la stânga), în dreptul satului Valea Uzului, Harghita.

Munții Nemira sunt determinați de pânzele de șariaj ale flișului interior și cel exterior. Primul este reprezentat prin etajele senonian-daniene, din cretacic. Acestea apar în partea mediană a masivului muntos. Flișul exterior îl înconjoară pe cel precedent atât în E, cât și în V, având vârsta eocen-oligocenă. Valea Uzului este acea fereastră tectonică prin care se poate citi întreaga succesiune de depozite cretacice. Același rol are și valea Slănicului în cazul flișului exterior. Aici stratele oligocen conțin sare, petrol și gaze naturale. Depresiunea Comăneștiului este cunoscută pentru depozitele de cărbune.

Secțiunea longitudinală a Munților Nemira

## Hidrografia
Apele de suprafață aparțin a două colectoare principale: râulului Trotuș în E și râulului Olt în V.
- Râul Uz: este cel mai mare afluent din dreapta Râulului Trotuș, care izvorăște din Munții Ciucului, având o lungime de 45 km. Alimentează lacul de acumulare Poiana Uzului și se varsă în Trotuș. Etimologia cuvântului provine de la poporul turcic al uzilor de la sfârșitul perioadei migrațiior, care s-au adăpostit ceva timp pe această vale. Mai târziu aceștia au fost asimilați de secuii din zona Ciucului. Valea este cunoscută pentru frumusețea și sălbăticia sa.[1]
- Pârâul Bărzăuța (Apa Roșie): este cel mai lung afluent din dreapta Uzului (20 km). Împreună cu Apa Lină se formează câte un platou depresionar de 6-8 km lungime în zona de obârșie (1050-950 m). Aceste depresiuni înalte sunt pline de mlaștini oligotrofe, lăcașuri a multor specii de relicte din epoca glaciațiunii, astăzi ocrotite de lege.[2]
- Pârâul Dofteana cu Ciungetu și Doftenița: este cea mai lungă vale, având cca. 25 km lungime, fiind bogată în zvoare sulfuroase, slab carbogazoase. Pe locul unor vechi fabrici de cherestea (Talianu, Argintărie, Strigoi) au apărut mici zone de agrement, cu case de vacanță și cabane.[2]
- Râul Slănic: este cel mai important din punct de vedere turistic, pe valea cu o lungime de 28 km se află stațiunea balneoclimaterică Slănic-Moldova.[2]
- Râul Oituz: fost popas al coloniștilor uzi, scena multor evenimente istorice (Batu Han - 1241, Matia Corvin - 1466, Ștefan Báthory - 1567, Mihai Viteazul - 1600, tătarii - 1717, generalul Bem - 1849, Primul și Al Doilea Război Mondial etc.) este actual cel mai circulat pas din Carpații Orientali.[2]
- Pârâul Negru: cel mai lung afluent din stânga Oltului din Județul Covasna, având o lungime de 106 km.[2]

## Clima, flora și fauna
În aria Nemirei predomină climatul caracteristic al munților cu înălțimi mijlocii. Versanții vestici sunt mai umezi și mai reci față de cei estici. Se consideră ca Nemira este pârtia vânturilor, 40% din acestea sunt venite din vest, aducând precipitații abundente.
Nemira este acoperită de păduri dense, întinse pe ambii versanți. Este caracteristică etajarea verticală bine distinctă, respectiv între 600-800 m se așează pădurile de foioase, la 800-1600 m predomină coniferele, iar în zona crestelor peste 1600 m apare vegetația subalpină. În întinsul pădurilor de obișnuite deseori apar petece de tisă, care contituiesc specificul munților Nemira.
Fauna este foarte bogată, mamiferele sunt reprezentate de cele cu caracter de obicei din Carpați.

## Factori terapeutici naturali
În interiorul munților Nemira nu există izvoare carbogazoase, iar în zonele periferice izvoarele de ape minerale sunt des întâlnite. Acestea se împart în două grupe: apele minerale din Depresiunea Târgu Secuiesc și apele minerale sărate din zona exterioară estică.
Prima grupă: 
- Estelnic - apele minerale și mofetele nu sunt valorificate, cea mai cunoscută dintre toate este Fântâna lui Hristos.[3]
- Băile Fortyogó - a fost o stațiune de agrement, un complex balneoterapeutic al orașului Târgu Secuiesc, a funcționat până în 2000. Astăzi este în folosință doar borvizul unei sonde în afara incintei băii.[3]
- Poian - numeroase izvoare minerale carbogazoase, dintre care două cele mai de seamă în valea Zonda. Au fost îmbuteliate între anii 1892-1995, când fabrica a fost închisă. A purtat diverse nume ca: Venus, Mariska, Székely, Poian, Nemere și Cristal.[3]

A doua grupă:
- Stațiunea Slănic-Moldova - a devenit cunoscută atât în țară, cât și în străinătate datorită izvoarelor sale sărate-carbogazoase. Mostrele de apă minerală au câștigat multe premii internaționale (1881 Frankfurt, 1883 Viena, 1889 Paris, 1894 Budapesta etc.).[4]
- Izvoarele nevalorificate de pe teritoriul comunei Oituz, Bacău: Poiana Sărată și Hârja.[4]

## Rezervații naturale
Există 7 rezervații naturale:
- Depresiunea Apei Line – este o zonă mlăștinoasă situată între Munții Ciucului și Munții Nemira, la o altitudine de 1040-940 m, cu o scădere de 100 m pe o lungime de 8 km. În acest punct există 5 rezervații botanice, însumând 25 ha de arie protejată: Pădurea de 1000 de ani, Mlaștina cu muște, Stăvilarul Kovács, aparținând de Județul Covasna și Câmpia Romlaș și aria între pârâul Fântâna Secuiului și pârâul Colțul Porcului din Județul Harghita. În tinovurile respective se întâlnesc 200 de plante endemice, dintre care: Drosera rotundfolia, Ligularia sibirica, Vaccynium oxicoccos, Pedicularis sceptrum carolinum, Empetrum nigrum și Trientalis Europaea;[4]
- Tinovul Apa Roșie (sau Fagul Rotund) – situat în valea Apei Roșii la o altitudine de 1040 m, este o mlaștină împădurită, asemănătoare cu cele din valea Apei Line. Are o suprafață de 15 ha și 118 specii de plante endemice și relicte din epoca glaciațiunii. Sphagnum Wulfianum apare doar în acest loc în țară;[4]
- Stâncăriile Nemirei – situată pe culmea principală a munților, între vârfurile Șandru Mare și Nemira Mare, având o suprafață de 671 ha. Este o rezervație complexă, speciile rare de floră sunt: Leontopodium alpinum, Centaurea kotschyana, Trolius europaeus, Saxifaga cimballaria, Carduns kerneri și altele;[4]

- Rezervația Naturală Izvorul Alb – se află în aproprierea drumul forestier pe valea cu același nume, la confluența cu pârâul Sec. Are o suprafață de 45,5 ha de tise Taxus baccata seculare;[4]
- Arboretul de tisă de la Dofteana – aflată pe Culmea Tisei, între pârâurile Straja Mare și Străjioara. Are o suprafață de 23,7 ha;[4]
- Parcul dendrologic Hăghiac, Dofteana – cuprinde 660 de specii de arboret exotic plantat pe o suprafață de 24 ha;
- Lacul Bălătău – format în anul 1883 în urma unor alunecări de teren, fiind aflat în valea Pârâului Negru, la 3 km în amonte de Sălătruc. Se află într-o stare avansată de colmatare;[4]